# Copa Subercaseaux de la Asociación de Football de Santiago 1903
La Copa Subercaseaux de la Asociación de Football de Santiago 1903 fue la primera edición de la máxima categoría de la Asociación de Football de Santiago, competición de fútbol de carácter oficial y amateur de Santiago de Chile, correspondiente a la temporada 1903. Se jugó desde el 31 de mayo hasta el 23 de agosto de 1903.
Su organización estuvo a cargo de la Asociación de Football de Santiago y contó con la participación de nueve equipos. La competición se disputó bajo un sistema de eliminación con posibilidad de revancha, en las canchas ubicadas en el Parque Cousiño y en la Quinta Normal.
El campeón fue el equipo Wanderers de Atlético Unión, que, con una victoria ante Thunder en el partido de definición por 1-0, se adjudicó su primer título de la Primera División de la Asociación de Football de Santiago.
Se jugó de forma paralela a la Copa Junior de la Asociación de Football de Santiago 1903, la segunda categoría de la asociación.

## Antecedentes
A comienzos del siglo XX, en Santiago no existía ningún tipo de organización que agrupara a los diversos clubes de fútbol que iban apareciendo y, en consecuencia, no se disputaba ninguna clase de torneo, a diferencia de lo que sucedía en Valparaíso, donde, desde 1895, funcionaba la Football Association of Chile y existía un campeonato anual. En la capital, la actividad futbolística se limitaba a partidos amistosos y, ante la falta de organización que unificara las reglas, era común que los jugadores cambiaran continuamente de club.
Ante el creciente número de equipos (según El Mercurio, alrededor de 50), se hacía «...indispensable la formación de la Asociación en Santiago». Así, para el día viernes 15 de mayo de 1903, a las 21:00 horas, se efectuó una reunión entre los representantes de 14 clubes de fútbol de Santiago en el edificio de la Bolsa de Comercio a fin de echar las bases para constituir la Asociación de Football de Santiago (AFS), cuya fundación se oficializó el 28 de mayo de 1903.
En su primera reunión ordinaria, el reciente directorio de la asociación, en presencia de representantes de 16 clubes, acordó restringir la inscripción, dada la gran cantidad de equipos, y dividir a los clubes en dos categorías: una Primera División, integrada por Atlético Unión, Thunder, Santiago National, Scotland, Tucapel, Deutscher Turnverein, Britannia, Victoria e Instituto Pedagógico; y una Segunda División, integrada por Victoria Rangers, Chile, el segundo equipo de Thunder, Cambridge, Bandera de Chile, Balmaceda, Brasil, Victorioso, Wilmington y Chilean Star.

## Equipos participantes
Participaron nueve equipos, todos de la ciudad de Santiago.
| Equipo               |
| -------------------- |
| Atlético Unión       |
| Britannia            |
| Deutscher Turnverein |
| Instituto Pedagógico |
| Santiago National    |
| Scotland             |
| Thunder              |
| Tucapel              |
| Victoria             |

## Desarrollo
El campeonato de Primera División, cuyo trofeo en disputa era la Copa Subercaseaux —donada por Julio Subercaseaux, presidente honorario de la AFS—, inició el día 31 de mayo de 1903 en las canchas del Parque Cousiño, ante una asistencia de cerca de tres mil personas, quienes presenciarion el triunfo del Victoria al Britannia por 7-1.
El campeón de la Asociación de Football de Santiago 1903 fue el Atlético Unión, que se adjudicó la Copa Subercaseaux al derrotar al Thunder en el encuentro de definición por 1-0, disputado en la Quinta Normal. El 23 de enero de 1904, en un concierto preparado para tal ocasión, le fue entregada la copa al presidente del Atlético Unión, Jorge Ewing. La manifestación incluyó una mesa de té, y una fiesta posterior a los números musicales.
| Campeón Atlético Unión |
| 1.er título            |